# منتخب الأوروغواي لهوكي الدحرجة
منتخب الأوروغواي لهوكي الدحرجة (بالإسبانية: Selección de hockey patín masculino de Uruguay)‏ هو ممثل الأوروغواي الرسمي في المنافسات الدولية في هوكي الدحرجة
.